# Palais de la Légion d'honneur
Pour les articles homonymes, voir Légion d'honneur (homonymie) et Salm.
 (mai 2018).
- Si vous ne connaissez pas le sujet, laissez ce bandeau (vous pouvez alors contacter les auteurs).
- Si vous supprimez le contenu mis en cause (vous pouvez préalablement contacter les auteurs),

argumentez précisément cette suppression dans la page de discussion
(un manque de référence n'est pas un argument ; une recherche réelle de référence doit avoir été effectuée, être formellement documentée).
 (octobre 2012).
Le palais de la Légion d'honneur, ou hôtel de Salm, est un ancien hôtel particulier situé sur la rive gauche de la Seine, dans le 7e arrondissement de Paris. Son emplacement est délimité à l'ouest par la rue de Solférino, au nord par le quai Valéry-Giscard-d'Estaing, à l'ouest par la rue de la Légion-d'Honneur et au sud par la rue de Lille. Le grand portique de l'ancienne entrée principale (64, rue de Lille) permet d'apercevoir la cour d'honneur.
L'hôtel de Salm est construit dans les dernières décennies du XVIIIe siècle selon les plans de Pierre Rousseau, à l'initiative de Frédéric III de Salm-Kyrbourg. Propriété de l'ordre national de la Légion d'honneur en 1804, puis remanié à la fin de 1812 sous l'égide de l'architecte Antoine-François Peyre, il abrite aujourd'hui la Grande chancellerie de la Légion d'honneur (1, rue de Solférino) et le musée de la Légion d'honneur (2, rue de la Légion d'honneur, face au parvis du musée d'Orsay).
L'édifice est classé au titre des monuments historiques en 1985 .

## Historique

### Le prélude de l'hôtel (1781-1783)
Le 29 novembre 1781, Frédéric III de Salm-Kyrbourg (1746-1794), prince régnant de Salm-Kyrbourg, prend pour épouse Jeanne-Françoise de Hohenzollern-Sigmaringen à Strasbourg. L'étroitesse des deux hôtels parisiens que le prince loue alors au maréchal Victor-François de Broglie rue de Varenne, contraint le jeune couple à édifier une plus vaste et plus commode résidence, d’autant plus qu'il y loge déjà sa mère, la princesse douairière, et que doit bientôt les rejoindre sa sœur Amélie Zéphyrine. Le prince (chef d'une branche de la maison de Salm), qui s'est installé à Paris en 1771, a hérité d'une vaste fortune qui est encore augmentée en 1781 par la dot de sa femme.
Le 12 juillet 1782, il devint propriétaire d'un grand terrain d'une superficie de 1362 toises carrées au lieu-dit de la Grenouillère qu'il acquiert de Louis-François-Joseph de Bourbon-Conti, prince de Conti. Le chantier du « Chêne vert », dont l'emplacement forme un quadrilatère presque régulier d'environ 31 toises de large sur plus de 44 toises de long (60,4 x 85,75 m), touche à l'est la rue de Bellechasse, à l'ouest la propriété du marquis de Saisseval, et profile du sud au nord la rue de Bourbon – actuelle rue de Lille – jusqu'au chemin longeant les berges du fleuve. Deux mois plus tard, Frédéric III fait appel à l’architecte Pierre Rousseau afin de dresser les plans et élévations de son futur palais dont il lui confie les ouvrages. Celui-ci lui remet ses dessins au début d'octobre 1782 et le 7, l'architecte Jacques-Jean Thévenin, chargé de la mise en œuvre du chantier, peut assister le maître général des bâtiments de la Ville pour relever les alignements du bâtiment. Le 15 octobre, le prince Frédéric III s'entretient avec le marchand de bois Edmé Godot Desbordes, locataire des lieux, afin de prévoir à l'arrêt anticipé de son bail, celui-ci accepte de lui laisser le jour même un quart de la moitié du terrain côté Seine, l'autre quart un mois plus tard, puis l'autre moitié du terrain donnant sur la rue de Bourbon le 1er avril 1783 ; Godot est indemnisé en échange de 10 000 livres et le prince renonce aux loyers qu'il lui doit depuis juillet.
Dans le même temps, le prince demande au Bureau de la Ville la possibilité d'adjoindre en direction du fleuve, un avant corps de 3 pieds de saillie sur une longueur de 10 toises (0,97 x 19,49 m), au mur en terrasse déjà existant, pouvant ainsi servir de soubassement à son bâtiment ; il donne pour explication qu'envisageant la construction de bâtiments considérables, celui-ci est contraint de porter le corps de logis très près de ladite terrasse. Sa demande lui est accordée le 20 décembre 1782 à titre de tolérance après lecture du procès-verbal des échevins de la Ville, lecture du plan levé par le maître général des bâtiments et visite préliminaire qui eut lieu sur place le 14 novembre. En échange, Frédéric cède à la Ville 216 toises carrées pour donner au quai la largeur de 10 toises (19,49 m), réclamée par les arrêts du Conseil.
Le 17 janvier 1783, Frédéric III demande une visite des lieux, afin de faire état des constructions qu'il envisage de réaliser. Le 25, expert et huissier procèdent à la visite sous la conduite de l'architecte Pierre Rousseau qui leur présente le devis qu'il a réalisé pour la construction de l'hôtel, le plan général de distribution du rez-de-chaussée, ainsi qu'une élévation de la façade sur cour du corps de logis de l’hôtel. En janvier 1783 est donc arrêtés et précisés le plan de masse, les élévations du bâtiment ainsi que les conditions du marché.

### Le chantier sous Thévenin (1782-1784)

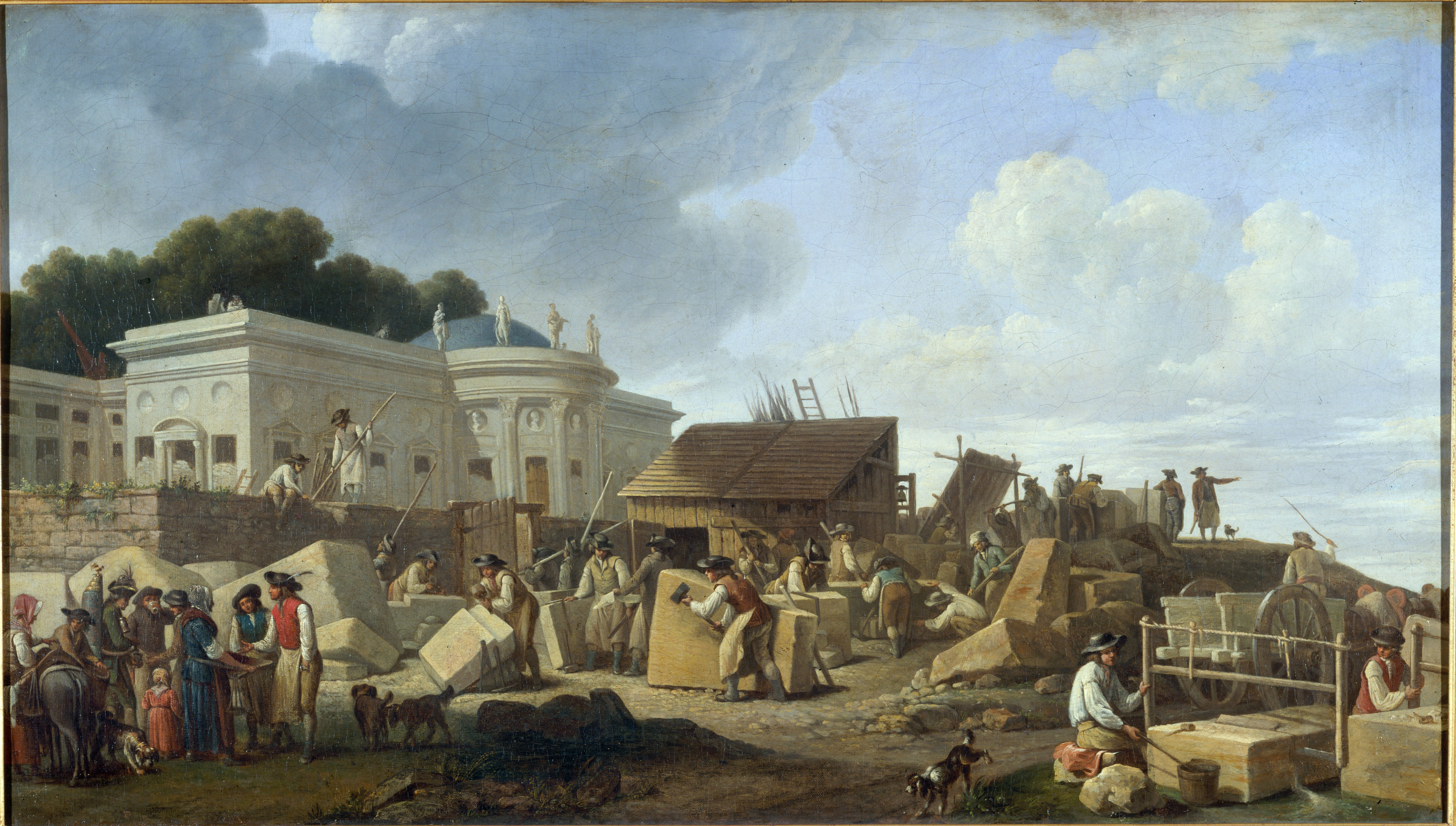
Anonyme, La construction de l'hôtel de Salm, XVIIIe siècle, Paris, musée Carnavalet.

Sous la conduite de Rousseau, deux entrepreneurs se succèdent : Jacques-Jean Thévenin qui occupe cette fonction durant à peine treize mois (d'octobre 1782 à novembre 1783) et prend en charge l'ensemble du gros œuvre du corps de logis ; puis Jean-Baptiste Delécluze, qui poursuit les ouvrages jusqu'aux années 1789-1790. L'Histoire a peine à garder le nom de ce dernier mais il est connu pour ses travaux sous la direction de Claude-Nicolas Ledoux, sa participation à la construction de la rue Chabanais, ou pour sa généalogie d'Eugène Viollet-le-Duc dont il est le grand-père maternel.
Les trois derniers mois de l'année 1782 virent toute l'activité du chantier se concentrer sur l'organisation de la moitié nord de la parcelle, Godot ayant jusqu'au mois d'avril 1783 pour libérer intégralement les lieux. Le 7 octobre, Thévenin participait au relevé de l'alignement à donner au bâtiment. Dans le même temps, on commence à réaliser des esquisses et modèles pour certaines parties du bâtiment : le charpentier Lamix exécute en grand la porte d'entrée du côté de la rue de Bourbon ; le cartonnier Méraut réalise une demi-sphère pour la calotte du salon et deux balustres sont taillés en pierre de Conflans-Sainte-Honorine pour servir de prototypes.
Sur le terrain, à ses abords, des parties de la chaussées sont épierrées, des murs de clôture démolis, et le mur en terrasse sur le quai est prolongé avec retour sur la rue de Bellechasse. Certaines baraques et maisons des marchands furent conservées et réaménagées à l’usage des sculpteurs et on construit un hangar le long du mur de l'hôtel de M. de Saisseval où peut travailler Nicolas-Robert Léger qui produit les chapiteaux corinthiens et ioniques de même que l'ensemble des modillons de l'hôtel. Courant décembre ou janvier, tout au plus jusqu'au printemps 1783, on procède aux fouilles destinées à former le vide de l'étage souterrain ; néanmoins le chantier progresse peu et, si en février Rousseau se rend à L'Isle-Adam pour sélectionner la pierre, la crue de la Seine qui survient en mars endommage plusieurs parties du mur qu'il faut reprendre. Cette inondation et plusieurs modifications apportées au projet ralentirent d'autant plus les travaux qui reprennent au printemps.
Au mois d'avril on confectionne le modèle de l'entablement et un mur est monté pour y tracer à échelle réelle la façade sur le quai ; pour cela on demande aux menuisiers Gontier et Pascal de fournir six cintres en anse de panier pour la voûte de la cave. La première assise en pierre de Saint-Leu de la façade et du retour du bâtiment du côté de la rivière est posée début mai, puis à la fin du mois, est maçonné le massif en moellon et plâtre autour des bases de colonnes et socles de l'avant-corps circulaire tandis que des menuisiers taillent des panneaux de bois à l'usage des maçons pour donner forme aux niches circulaires et aux « cercles » de la voûte du salon. En juin, les murs arrivent au niveau des frontons des croisées du côté du quai et, pour s'assurer de la solidité de la façade donnant sur le quai et sur la cour, l'architecte adjoint derrière la pierre de taille de gros fers, que ce soit pour lier les claveaux entre eux, contrecarrer les poussées obliques, ou pour empêcher les arcs et plates-bandes de s'écarter, assurant ainsi la stabilité des points critiques de l'architecture par un système de tirants métalliques.
Le bâtiment arriva à hauteur du premier étage courant juillet ; des ouvriers sont dès lors chargés de renforcer les planchers tandis que les maçons travaillent aux entablements et coulent les modillons; un tailleur de pierre est envoyé avec le maître de carrière pour chercher des échantillons de pierre de Conflans destinés aux chapiteaux de l'avant-corps de la cour. Dans le même temps, on commence à placer le décor sculpté sur les façades et durant les mois de septembre et octobre, des ouvriers sont occupés à couvrir de dalles de pierre de liais, fournies par le marbrier Corbel, les plates-bandes des terrasses du logis principal. À l'intérieur du bâtiment, un nouvel échafaudage est dressé et les maçons peuvent régler les angles cintrés du plafond du vestibule et de la calotte de l'antichambre ; en novembre, ils assemblent avec des ancres les différents éléments qui composent le petit ordre de la cour. Puis le chantier s'arrête à la mi-novembre 1783, échafaudages descendus, rues de Bellechasse et de Bourbon débarrassées, le corps de logis hors d'eau, il ne reste plus selon l'architecte qu'à dresser la feuillure de toutes les baies, le scellement des pattes des châssis des croisées, l'agrément des murs en pierre de taille. On ne remarque toutefois pas une interruption significative des travaux, les artisans et décorateurs poursuivant leur ouvrage à l'intérieur du corps de logis de façon discontinue.

### Le chantier sous Delécluze (1784-1792)
Plusieurs raisons expliquent aujourd'hui le départ de Thévenin du chantier, non seulement une éventuelle mise en cause du travail par le commanditaire mais également des problèmes financiers entre les deux hommes. Le 24 avril 1784, deux experts nommés par l'entrepreneur sont chargés de constater si des dégradations proviennent d'un défaut de couverture du bâtiment et de la montée du fleuve ; après la connaissance du devis, ils évaluent les travaux sans porter de jugement sur l'ouvrage même. Frédéric III intente par la suite un procès à l'entrepreneur, sans doute pour retarder autant que possible le paiement des travaux et obtenir un rabais sur les tarifs du marché. Le commanditaire est alors poursuivi par les Londoniens auxquels il avait emprunté un demi-million de livres pour la mise en œuvre du canal de Provins ; face à cette situation, la banque Leleu, qui gère les affaires du prince, s'est portée garante ; on peut ainsi poursuivre les travaux et constituer une nouvelle équipe d'artisans et Jean-Baptiste Delécluze est nommé le 31 juillet 1784 pour la direction des ouvrages de maçonnerie à la place de Thévenin.
Successivement, des contrats sont passés le 3 août avec le charpentier Zaccharie Pellagot, le 14 avec le serrurier Simon Guiollet, le 24 avec le paveur Gilles-Michel Beaufils et le couvreur Pierre Ménageot, le 18 septembre avec le maître vitrier Pierre-Louis Billoüard, puis le 12 octobre avec le menuisier Jean-Alexis Alexandre à la suite de la résiliation du contrat de Pierre Gontier le 27 septembre 1784. Pierre Rousseau n'est plus le seul à qui est confiée la conduite des ouvrages, on fait appel également à l'architecte expert du roi Denis Antoine ; le prince le connaît pour lui avoir demandé les plans du canal de Provins en 1781 et, peu après, ceux de son château de Kirn, projet qui n'a d’ailleurs pas de suite. Le plan initial reçoit peu de corrections, sinon au niveau des bâtiments sur la rue de Bellechasse, où la cour des écuries passa d'oblongue à demi-circulaire.
Antoine se voit retirer rapidement toute responsabilité du chantier, dès janvier 1785, son nom ne figure plus dans les actes et, en avril, l'architecte intente un procès au prince pour obtenir le règlement des plans réalisés avec l'architecte Marie-Joseph Peyre pour le canal de Provins.
Les difficultés financières commencent à s'accumuler et Frédéric III, malgré le soutien de la banque Leleu qui continue de se porter garante pour ses excès, a peine à poursuivre de façon continue le chantier de son hôtel qui, d'arrêts en reprises, ne s'achève pour la majeure partie qu'en 1788, date à laquelle le prince peut y loger. À la suite du départ de l'ancien entrepreneur, il reste encore à élever la moitié sud de l'hôtel, du portique donnant sur la cour jusqu'à la rue de Bourbon, soit la cour avec colonnade, l'arc de triomphe de l'entrée et les bâtiments qui doivent abriter logements, écuries et remises de carrosses. À l'intérieur de l'hôtel, les artisans sont toujours occupés à la décoration : le marbrier-stucateur Goutheinze est occupé dans le salon de musique et le marbrier Corbel livre les premières cheminées. Comme mentionné, les problèmes financiers du prince ont raison du bon déroulement des travaux dont le chantier reprend pour le gros œuvre en août 1784. Mais, dès décembre, la banque Leleu lui demande de minimiser le nombre d'ouvriers, forçant Delécluze à stopper les travaux et les approvisionnements en matériaux. Néanmoins, le 7 janvier 1785, le banquier passe marché avec François-Pierre Baudouin pour les ouvrages de peinture et de dorure, puis le 30, avec Jean-Baptiste-Martin Lasalle pour l'achat d'étoffes pour l'ameublement de l'hôtel. Dans le courant de l'année, le sculpteur Philippe-Laurent Roland achève la grande frise composée de rinceaux d'ornements et de griffons destinée au vestibule.
Delécluze ne revient sur le chantier qu'en avril, alors que, dans le même temps, se déroule à Paris la révolte des ouvriers manifestant contre leurs conditions de travail. À la suite de la majoration des salaires et des matériaux qui s'ensuit, Delécluze demande en juin une augmentation que la banque Leleu lui accorde pour l'inciter à mettre plus de hâte dans l'achèvement des travaux. Toutefois, en août 1785, les travaux sont de nouveau interrompus et à partir de cette date, le chantier ne reprend que de manière épisodique sur de courtes périodes jusqu'en septembre 1788. L'entrepreneur at dès lors pu achever les bâtiments compris entre la colonnade et l'hôtel de Saisseval. Le harcèlement des créanciers du prince le contraint dès lors à chercher des financements pour sustenter les plus impatients mais, sans toutefois renoncer à réduire son train de vie, il finit par se quereller avec la banque Leleu qui, en avril 1786, lui retire la gestion de ses affaires. Bien qu'il obtient une avance de fonds de 200 000 livres, les paiements restèrent insuffisants et, le 24 août, s'ensuit la saisie des meubles et effets du prince dans l'hôtel qu'il louait depuis deux ans. Ce n'est qu'en novembre 1787, lors du départ des administrateurs nommés en place de la banque Leleu, que le prince peut de nouveau avoir la mainmise sur ses affaires avec l'aide de son homme de confiance, l'abbé Nicolas Baudeau et de l'architecte Rousseau. Ainsi, en décembre, sur demande de ces derniers, il est demandé à Delécluze de reprendre les travaux qui cessent rapidement à la suite d'un nouvel arrêt des paiements, et ainsi, de reprise en reprise, les constructions avancent. En 1787, les bâtiments des écuries sur la rue de Bellechasse sont couverts afin que vitriers, serruriers, paveurs et peintres peuvent y intervenir.
C'est au début de l'année 1788 que le prince et sa famille peuvent habiter leur nouvel hôtel qui n'en est pourtant pas achevé pour autant. Entre janvier et avril, Gautruche livre les glaces qui doivent orner les dessus de cheminées et trumeaux ; Michel-Hubert Bourgeois peint couleur de pierre en détrempe la voussure du portique d'entrée, le vestibule et les murs de la salle du dais qui servait de deuxième antichambre ; le marbrier-stucateur Goutheinze revient faire quelques compléments dans la salle à manger et le salon de musique. En mars, on charge Martin, maître treillageur et entrepreneur de jardins, de couvrir d'un sol de gazon les terres dégagées des gravats et d'agrémenter d'une grande variété d'arbres et d'arbustes à fruits et à fleurs les jardins dont la pelouse sans l'emploi d'aucun parterre, est tapissée de quarante pieds de violettes. Un nouvel entrepreneur est nommé en septembre 1788 et il reprend les travaux jusqu'à l'hiver dont la rigueur le force à tout suspendre. Auparavant, entre octobre et novembre, le fondeur Vitel a fourni deux pompes aspirantes et refoulantes destinées, l'une, à l'usage de la grande cour, l'autre, à placer dans la cave afin d'en refouler l'eau dans le réservoir situé sur la terrasse. Une nouvelle fois le chantier doit être arrêter, faute de fonds, et ne reprend qu'en août 1789. Le peintre Garnier peut intervenir dans plusieurs pièces de l'hôtel et plus particulièrement dans la chambre à coucher de Madame où il peint plafond, corniches, parquets de glace, lambris, portes et croisées. Plusieurs mémoires d'artisans montrent que sont encore réalisés plusieurs changements et réfections dans l'hôtel, leur nature n'étant toutefois pas précisée ; on sait que ces travaux occupent encore Delécluze jusqu'à la fin de l'année 1792.
L'entrepreneur reçoit très mal le chantier qu'il s'est vu confier, lors de l'estimation et la réception des ouvrages « de toute nature » que le prince a demandés le 3 novembre 1792, il fait état des conditions dans lesquelles s'est déroulé le chantier. Augmentations et modifications des plans, travaux effectués durant la mauvaise saison, frais occasionnés par les arrêts chroniques du chantier, augmentation des salaires des ouvriers et coût des matériaux, paiements retardés, voire jamais réglés, l'oblige à avancer et parfois même à emprunter avec intérêts, et font de cette entreprise l'une, sinon la plus désagréable, de sa carrière . Le rapport effectué par l'entrepreneur sous l’autorité de l'abbé Baudeau dès le printemps 1788, fait état d'un chantier difficile, tant au niveau des travaux que sur le plan humain.

### L'hôtel de Salm sous la Révolution et le Consulat (1794-1804)
À la suite de l'arrestation le 13 germinal an II (2 avril 1794) de Frédéric III de Salm-Kyrbourg et de son exécution le 5 thermidor (23 juillet), tout son patrimoine est confisqué et l'hôtel de Salm figure sur la liste des biens nationaux destinés à être mis en loterie. Broussin Nanteuil, ancien intendant du prince et fermier judiciaire de l'hôtel, réussit dès septembre 1794, à la faveur de la fin du régime de la Terreur, à se faire nommer président de la Régie. Il fait enlever l'édifice de la fameuse liste en avril 1795 en rappelant que l'hôtel est déjà saisi dans le but de rembourser les innombrables créanciers du prince soit plus de 200 personnes. Le 12 septembre 1795, la mémoire du prince est réhabilitée, on lève la confiscation des biens au profit de son fils et héritier ; toutefois, un jugement ordonne la vente totale aux enchères des meubles, livres et documents qui se trouvent dans le palais, qui, après inventaire, a lieu en 13 vacations de décembre 1795 à avril 1796. Boisville, un homme de confiance de la princesse Amélie Zéphyrine de Salm-Kyrbourg, sœur du prince, en a racheté une grande partie qu'il a la maladresse de laisser sur place. En effet, alors qu'Amélie et son neveu partent à l'automne 1795 pour les Pays-Bas, où les Salm-Kyrbourg possèdent d'importantes propriétés, après être restés à Paris à la mort du prince. Broussin Nanteuil loue une partie des appartements de l'hôtel à un fournisseur aux armées, un des dandys du Directoire naissant, le sieur Leuthereau, dit marquis de Beauregard, escroc notoire mais d'une envergure suffisante, qui a également acquis le château de Bagatelle et à qui Mademoiselle Lange coûte, dit-on, 10 000 livres par jour. Leuthereau donne dans l'hôtel des fêtes somptueuses, mais vend ce qui a subsisté du mobilier qui est définitivement dispersé malgré toutes les réclamations des créanciers du prince et de ses héritiers à qui ils appartiennent. L'escroc est par la suite arrêté et gardé à vue, mais parvient à s'enfuir, nous retrouvons sa trace en 1798 au bagne de Toulon où il est envoyé et meurt.
Dans le même temps que le séjour de Leuthereau dans l'hôtel, une Société fait beaucoup parler d'elle : un club qui selon la mode de l'époque, prend place dans une autre partie des appartements. Cette société qui prit le nom de « Club de Salm » s'oppose au « Club de Clichy » d'inspiration royaliste. Ses réunions préparatoires prennent place chez un locataire d'un des petits appartements du Palais : Colin Lacombe, avocat qui a été jacobin ; Talleyrand et Benjamin Constant comptent parmi les premiers membres, rejoints successivement par Madame de Staël qui rentrée à Paris, s'intéresse de très près à ce club dont elle devint l'égérie. Toutefois, à l'étroit dans de petites pièces, le bureau demande au « Marquis de Beauregard » de lui prêter les grands salons, celui-ci refuse promptement et le club part s'installer ailleurs mais sans pour autant oublier ses origines, il garde le nom de « Club de Salm ».
Bien qu'occupé dans les appartements secondaires par des occupants calmes et exacts, les grands salons s'avèrent bien difficiles à exploiter, et restés vides la plupart du temps, un nouveau club, dit « du Manège » y tient pourtant quelques séances avant d'être dispersé après le 19 brumaire an VIII (10 novembre 1799), puis en 1800, pour une durée de 3 mois, ils furent occupés par le bal public « du Zéphyr », bal par abonnements qui se déroule les 3 et 7 de chaque décade. Mais celui-ci est rapidement fermé par la police car on s'y livre à la prostitution. C'est notamment d'une des fenêtres que le futur général Junot assiste, en compagnie de sa fiancée Laure Permon, au passage du cortège emmenant aux Invalides les cendres de Turenne. La sphère politique a néanmoins tôt fait de considérer les perspectives d'un tel hôtel. L'ascension de Napoléon Bonaparte au pouvoir et la mise en place par le Consulat de quelques expositions qui prennent place dans les grands salons du palais, permettent d'attirer l'attention particulière du public sur quelques grandes œuvres destinées à asseoir la domination du Premier consul. Ainsi sont exposées pour n'en citer que quelques-unes, Tableau allégorique du 18 Brumaire an VIII d'Antoine-François Callet  ou le Bonaparte Pacificateur du milanais Giovanni Battista Comolli. L'ensemble du palais n'a toutefois cessé de se détériorer et l'explosion de la poudrerie de Grenelle survenue le 31 août 1794, l'a grandement endommagé sans qu'aucune réparation, ni aucun entretien n'est réalisé depuis lors.

### L'ordre de la Légion d’honneur trouve son siège - Premier Empire (1804-1815)
C'est le 19 mai 1802 qu'est créée l'une des instances les plus prestigieuses du Premier consul, la Légion d’honneur. Le naturaliste Bernard-Germain de Lacépède est nommé grand chancelier en 1803. Il a d'abord installé le noyau administratif de l'ordre chez lui, rue Saint-Honoré, mais il est urgent de lui trouver un siège définitif. Aucun projet grandiose n'a pourtant été imaginé, ni par Bonaparte, ni par le naturaliste, pour l'installation de la nouvelle institution. Diverses propositions ont  été avancées comme « une maison peu considérable » pour les bureaux selon les écrits de Lacépède, ou l'un des hôtels confisqués du faubourg Saint-Germain, comme l'hôtel de Castries, récemment quitté par le ministère de la Guerre. Les cérémonies se déroulent à l'École militaire.
Lacépède achète toutefois l'hôtel de Salm au nom de l'ordre, le 13 mai 1804. Celui-ci a été mis en vente par les créanciers du prince à bout de patience, avec l’accord de la princesse Amélie et de l'héritier du prince dont elle est la tutrice. La décision du naturaliste, approuvée par celui qui allait devenir Empereur huit jours plus tard, laisse toutefois quelques questions toujours en suspens. Certes le prix peu élevé de l'hôtel – un peu plus de 300 000 francs – peut justifier un tel achat, néanmoins les bâtiments continuaient encore de se dégrader et les réparations importantes et coûteuses qui doivent intervenir rend le choix de Lacépède clairement hasardeux. Sans que l'on puisse toutefois appuyer cette hypothèse, il n'est pas incertain que Joséphine et Hortense de Beauharnais soient étrangères à cette décision  les familles de Salm et de Beauharnais se sont intimement liées sous la Révolution ainsi que dans les funestes moments de la Terreur et Eugène de Beauharnais et Hortense, privés de leurs parents incarcérés, ont trouvé refuge auprès d'Amélie, la sœur du prince à l'hôtel de Salm ; de plus, la tête d'Alexandre de Beauharnais, leur père, est tombée le même jour et sous le même couperet que celle de Frédéric III. Ainsi, aider Amélie et le fils du prince à échapper aux créanciers de son frère par la vente difficile du palais doit-il constituer un témoignage de leur plus haute estime à l'égard de la princesse, d'autant plus que celle-ci qui réside pour la majeure partie du temps à Bruxelles, se trouve justement à Paris d'avril à juin 1804.
Quoi qu'il en soit, les multiples éloges dont le palais et son panorama exceptionnel ont bénéficié, comme celui écrit par Thomas Jefferson alors ambassadeur de la jeune république américaine à Paris de 1785 à 1789, justifient amplement le choix de Lacépède comme siège de son institution. Toutefois, après son achat, celui-ci demande aux experts du Comité de consultation de l'ordre d'en faire la visite complète et critique, ces derniers semblent montrer une certaine réticence. Selon leur rapport l'hôtel se trouve dans un état lamentable  des huisseries à refaire, aux fuites des toitures, en passant par les fissures qui lézardent les murs, l'architecte Antoine-François Peyre lui-même, à qui le comité a chargé de remettre un rapport sur l'ensemble de l'œuvre, ne se montre pas plus optimiste. Tous deux conclurent alors à une reprise générale du gros œuvre et de la décoration très sévèrement jugée et, le 14 juillet 1804, les bureaux de la chancellerie purent être transportés rue de Lille, se composant déjà de 72 personnes.
Aussi majestueux et vaste qu'est l'édifice, la transposition d'un édifice particulier aristocratique en administration centrale posait un tout autre problème. Les documents faisant gravement défaut, on sait cependant que le grand chancelier et le secrétaire général ont occupé les pièces donnant sur la cour d'honneur, les autres administrateurs se répartissant dans l'entresol et l'étage et, dans la cour des remises, est construit un petit pavillon abritant les archives. Les grands salons demeurent probablement réservés aux réceptions et aux réunions du Grand conseil, et peut-être Lacépède les prend-t-il quand il vient résider au palais en 1809. Concernant les travaux, le grand chancelier guidé par l'Empereur, dans un souci d'économie, s'efforce de réduire au minimum les aménagements proposés par Jacques Gondouin et Marie-Joseph Peyre, l'urgence s'imposant principalement sur le gros œuvre, les toits sont refaits et les murs consolidés ; du point de vue de la décoration, il n'est pas possible de reconstituer ce qui a été dans les temps réalisé. Les premiers mois du Premier Empire voient donc l'implantation définitive de la Légion d'honneur dans ce qui fut autrefois le luxueux palais de Frédéric III, elle ne doit dorénavant plus quitter son hôtel, sauf pendant quelques funestes semaines de 1871, lors des épisodes de la Commune. Durant la Commune, le palais est incendié en même temps que le palais d'Orsay voisin. Il est restauré par l'architecte François Athanase Mortier grâce au produit d'une souscription lancée auprès des membres de la Légion d'honneur et des titulaires de la Médaille militaire.
Dès 1812, outre quelques réparations et restaurations entreprises notamment sur la coupole, les gros travaux sont achevés. On a en fait, en 1806, partiellement envisagé la démolition de l'hôtel, un projet de concours organisé par l'Institut de France ayant eu pour objet un « immeuble à usage de grande chancellerie » et dont le Grand prix est attribué à Jean-Baptiste Dedebar et les seconds prix à Jean Provost et Hippolyte Le Bas attestent de cette décision. Ce projet est finalement ajourné au vu du coût trop important de l'entreprise.
Par la suite, tout comme le faubourg Saint-Germain est le pôle attractif de l'aristocratie parisienne de la fin du XVIIe siècle et du début du XVIIIe siècle, la haute noblesse impériale se laisse séduire par les agréments du faubourg. Ainsi, le grand chancelier retrouve rue de Lille et, sur le quai : Nansouty, Daru, Lauriston, Eugène de Beauharnais ou Masséna. Le maréchal Ney devient le voisin immédiat de la Légion d'honneur en achetant, en 1805, aux Saisseval, l'hôtel mitoyen. Le peintre officiel Carle Vernet s'établit lui aussi rue de Lille, maintenant intégralement construite.

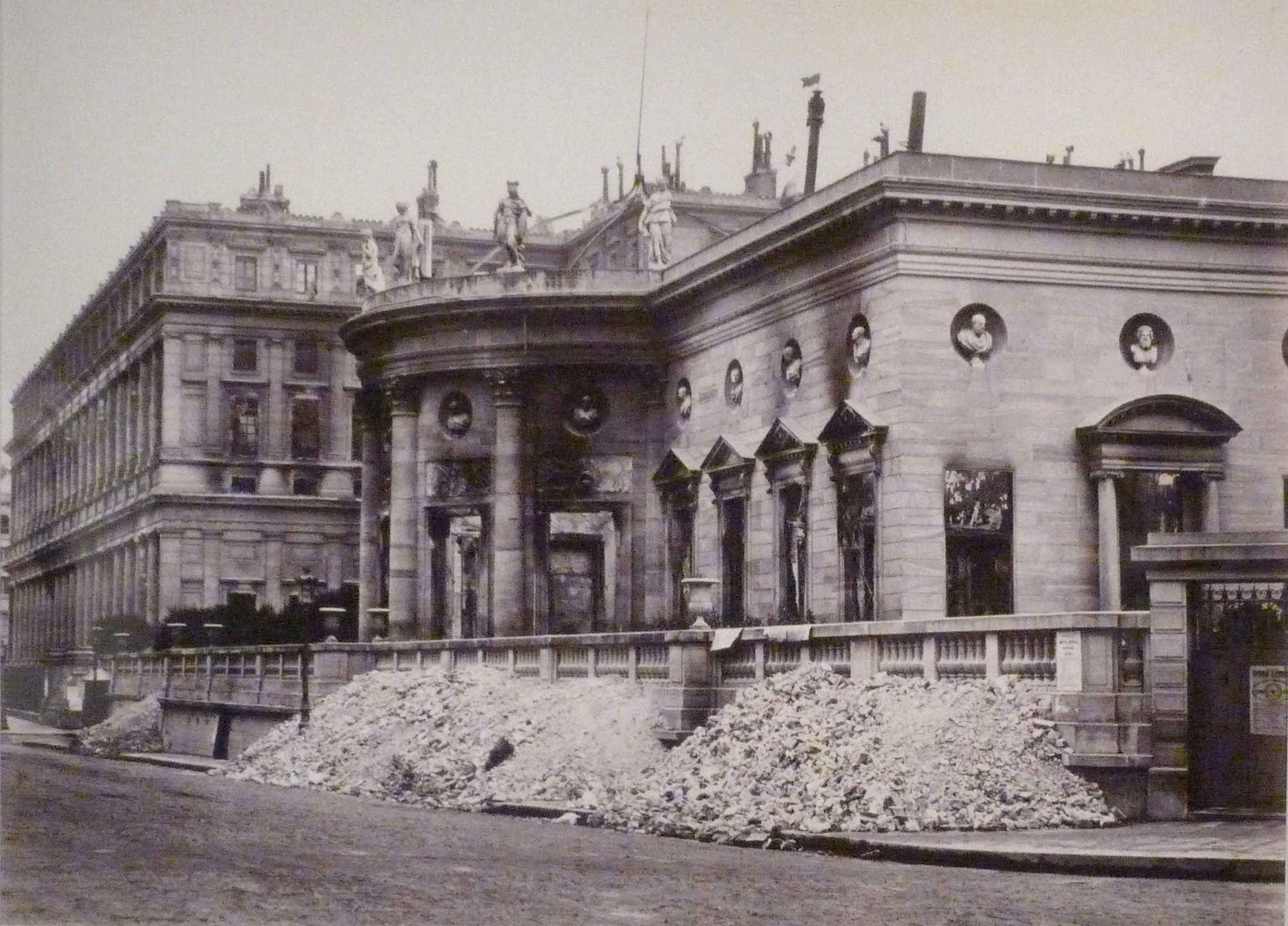
Le palais après l'incendie de 1871.

Un bâtiment à usage de bureaux est construit le long de la rue de Solférino, ouverte en 1866. Un bâtiment, dans le même style, prend place rue de Bellechasse pour abriter les écuries puis le musée de la Légion d'honneur à la suite de l'adaptation de 1922 à 1925, de cette aile du palais par l'architecte Jean de La Morinerie. La campagne de restauration menée après l'incendie de 1871 affecte peu l'aspect extérieur du bâtiment, miraculeusement épargné, en dehors de la coupole, plus importante désormais que dans le dessin originel. Les intérieurs, ravagés par les flammes, sont entièrement refaits par des artistes comme Jean-Paul Laurens, Théodore Maillot, Victor Navlet, Achille Sirouy et François-Émile Ehrmann. Cette décoration forme un ensemble significatif de l'art officiel sous la Troisième République.

## Architecture

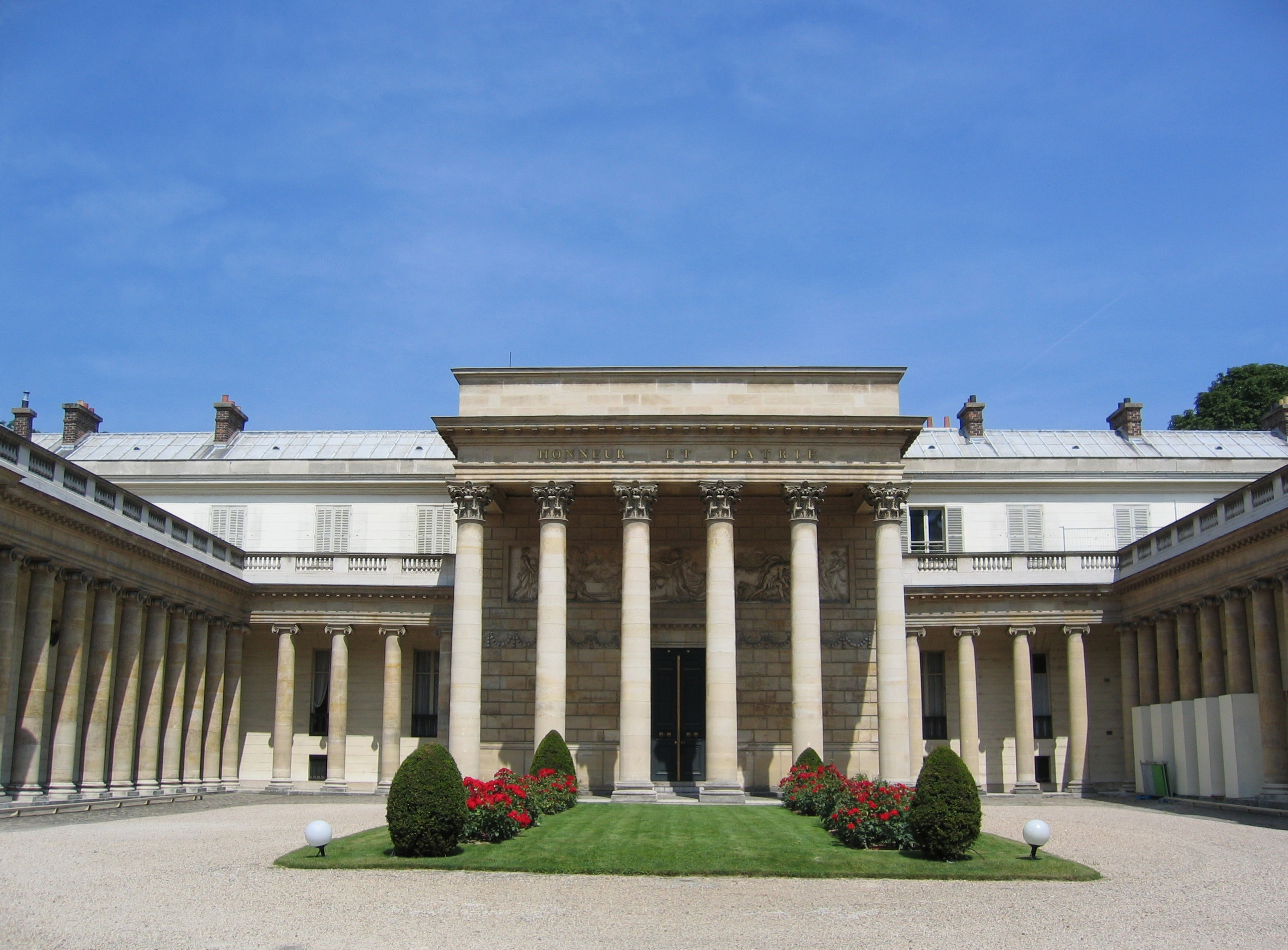
Cour d'honneur de l'hôtel de Salm.

### Description
L'architecture de l'hôtel est maintes fois valorisée sous les plumes de Thomas Jefferson ou celle de Charles-Paul Landon qui lui, loue la vue qu'offre le salon en rotonde sur la rivière, entre les ponts des Tuileries et de la Concorde, et sur « les magnifiques jardins du palais impérial » ; l'architecte Jacques-Guillaume Legrand considère que « la partie la plus remarquable de cet édifice est cette grande cour avec l'entrée en forme d'arc de triomphe, la colonnade d'ordre dorique aboutissant à un frontispice en colonnes corinthiennes au fond de cette cour. » Rare exemple qui subsiste toujours de la production parisienne des années 1770-1780, l'hôtel de Salm représente selon Étienne-Louis Boullée le type de la « maison importante ». Si l'on ne remarque pas une innovation considérable de la part de l'architecte Pierre Rousseau, fortement imprégné des théories de Jacques-François Blondel, prônant une longue tradition architecturale, et influencé par les projets et réalisations de ses confrères, tel que celui de Marie-Joseph Peyre pour l'hôtel de Condé en 1765, il préfère donner à l'hôtel un plan qui se partage entre tradition et composition plus moderne en faisant référence tout autant à l'hôtel entre cour et jardin, qu'à une architecture dite « à l'antique ».
On remarque à la lecture du plan une certaine analogie avec celui figurant dans le chapitre sur l'architecture de l'Encyclopédie de Diderot et d'Alembert donné par Blondel en 1762 intitulé « Projet d’un grand hôtel… ». Cependant, l'emprise de l'hôtel sur la parcelle et le traitement de la façade sur jardin dénotent qu'un autre modèle est à l'œuvre : le corps de logis sur le quai est placé en limite de propriété pour jouir de la vue sur le paysage – la Seine, les Tuileries et plus loin Montmartre – plus que de l'étroite bande du jardin aménagé à ses pieds. Le traitement en saillie du salon de la rotonde, l'emploi de l'ordre et de l'ornementation sculptée ne permettent pas d'assimiler la façade sur jardin à une façade arrière mais en fait un angle de vue privilégié de l'hôtel, rappelant les grands hôtels de l'île Saint-Louis (hôtel d'Hesselin, hôtel de Lauzun,…), ou du boulevard (hôtel de Montholon, hôtel de Montmorency,…) où le corps de logis, contrairement à la tradition parisienne entre cour et jardin, est rejeté en façade pour jouir de la vue sur la Seine ou sur la rue, son animation et le paysage au-delà. Toutefois, le rapport entre le logis et le jardin ne s'arrête pas à la façade sur Seine : le jardin entoure le corps de logis sur trois faces et plonge le bâtiment dans un cadre agreste. Ce cadre urbain où se mêlent dans le périmètre de l'édifice nature et architecture est très en vogue chez les architectes et commanditaires dans les années 1770-1780, comme on le retrouve chez Brongniart à l'hôtel de Montesson (rue de la Chaussée-d'Antin, 1773), ou chez Claude-Nicolas Ledoux à l'hôtel Thellusson (rue de Provence, fin 1770). L'édifice est partie intégrante d'un site monumental et dont l'architecture se charge de rehausser la magnificence  l'édifice, isolé sur trois côtés, au nord, au sud et à l'est (rue de Bellechasse), son élévation rehaussée par une terrasse maçonnée formant podium  – effet disparu lors de la modification de l'altimétrie des sols au XIXe siècle – et la présence du quai participent ainsi à lui donner ce caractère majestueux tout en prévenant l'édifice du danger des eaux montantes et procure à l'hôtel un jardin de type suspendu tel que l'a déjà adopté les architectes du début du siècle pour les hôtels voisins (Torcy, Seignelay). L'aspect général de l'hôtel a été altéré par le percement du quai Anatole-France, qui l'a amputé de son jardin, qui s'étend jusqu'à la Seine, et l'exhaussement de la chaussée, qui a dissimulé les sous structures.
L'hôtel présente un plan de masse hiérarchisé avec répartition stricte des fonctions à l'intérieur de la parcelle  au sud, trois cours dont la cour d'honneur régulière et les deux cours de service ; puis, au nord, le corps de logis, espace de vie du prince et de sa famille. La largeur du terrain a permis à Rousseau d'établir une disposition spectaculaire pour la cour d'honneur, flanquée de deux cours de service où les dépendances ont été rejetées ; ce parti balancé est toutefois rare, bien qu'idéal, du fait de l'espace nécessaire, on avait pour habitude de disposer d'une seule basse-cour, soit d'un côté, soit de l'autre. Les corps de logis sont articulés selon la tradition française  du côté de la rue, deux pavillons encadrent une entrée monumentale en forme d'arc de triomphe ; des ailes encadrent la cour à droite et à gauche, puis se développent en arrière autour des cours secondaires, enfin le corps de logis forme un ensemble quasi autonome en plan. L'originalité du plan masse de ce corps de logis tient du fait qu'il se décompose en trois parties, au lieu d'un simple carré ou rectangle  corps de bâtiment simple en profondeur adossé aux cours, semi double en épaisseur sur le quai ; et, entre les deux, un corps de liaison plus étroit, double en profondeur du sud au nord et triple d'est en ouest. Il permet ainsi d'aérer l'ensemble en décomposant l'espace et contribue à isoler le corps de logis sur le quai qui paraît se détacher devant le corps de bâtiment sur cour.
L'aspect de l'hôtel tel qu'il figure aux XVIIIe et XIXe siècles se retrouve grâce aux gravures figurant dans les recueils de Prieur et Van Cléemputte ainsi que dans un ouvrage d'Alexandre de Laborde.

### Salle du conseil
En 2014, cette pièce est en restauration.

### Bureau du grand chancelier

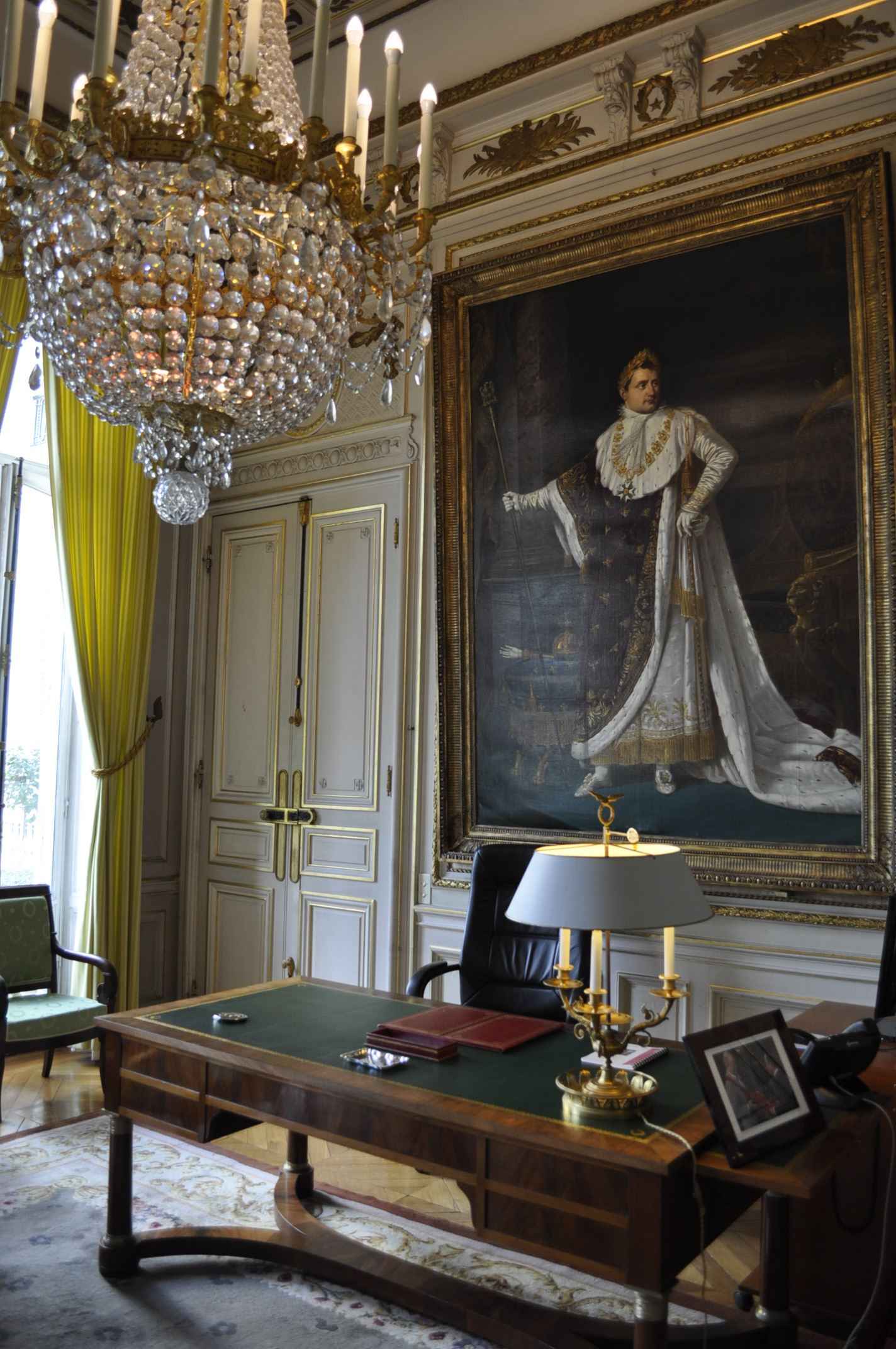
Bureau du grand chancelier.

Une partie du mobilier provient du château de Fontainebleau à savoir ; console, secrétaire et pendule. Il s'y trouve un grand tableau de Napoléon en costume de sacre, d'après Jules Lefebvre (1836-1911), l'original se trouvant dans le musée de la Légion d'honneur ; et un portrait en buste du maréchal Étienne Macdonald qui est grand chancelier sous la Restauration.

### Salon Napoléon
Le salon Napoléon est garni de meubles provenant des anciennes résidences impériales  du salon des Princes du château de Compiègne ; des chaises de Pierre-Benoît Marcion (1769-1840). Du palais des Tuileries, pour le Grand cabinet Napoléon Ier ; une paire de fauteuils (d'une suite de quatre) de François-Honoré-Georges Jacob-Desmalter (1770-1841), d'après un dessin de Charles Percier (1764-1838) et de son camarade Pierre Fontaine (1762-1853), de la chambre à coucher du Roi de Rome : le guéridon en loupe d'orme ; marbre blanc et bronze doré. Le grand bureau-commode en loupe d'orme, marbre blanc et bronze doré vient, lui, de la chambre de l’Empereur au château de Saint-Cloud. La pendule et les candélabres en bronze patiné et doré sur socle de marbre vert sont du bronzier André-Antoine Ravrio (1759-1814), et le cadran de Jean-François Denière (1774-1866).

### Vestibule
Les murs sont revêtus d'un ensemble minéral en trompe-l'œil. Le plafond en grisaille, est orné des attributs de la guerre et de la paix, par l'artiste peintre italien Séraphin Vanoni.
Il comporte deux statues de marbre blanc : L'Odysée de Jules Cavelier (1814-1894), et Pénélope par Ferdinand Taluet (1821-1904) et deux statues de bronze : La prière d'Abel par Aristide Croisy (1840-1899), et Le jeune pâtre, de Charles-Henri de Vauréal (18??-1903).
Sur les murs, la liste des trente deux grands chanceliers fait face au portrait du général Joseph  Vinoy (1800-1880), par le peintre Adolphe Yvon (1817-1893), sous ce portrait, le livre d'or portant les noms des 50 000 donateurs qui contribuèrent à la reconstruction du palais après l'incendie.

### Salon des maisons
C'est le premier des salons en enfilade. Il est orné de panneaux décoratifs, montrant le patrimoine immobilier de l'ordre :
- Le palais de la Légion d'honneur vu du quai, par Emmanuel Lansyer (1835-1893).
- Distribution des prix dans la grande salle des gardes, au château d'Écouen et Le Château d'Écouen par Victor Navlet (1819-1886).
- La maison d'éducation de Saint-Denis, vue prise du parc, par Paul Flandrin (1811-1902).
- Une procession dans le cloître, à la maison de Saint-Denis, par Paul Chardin (1833-1918).
- La maison d'éducation des Loges, par Alexandre Desgoffe (1805-1882)[12].

### Salon des grands chanceliers
Ce salon comporte des petits balcons pour les musiciens et sert donc comme salon de musique. Il est richement décoré de stuc bleu et de marbre blanc. Il sert d'écrin aux portraits des grands chanceliers et des fondateurs de différents ordres : le portrait du fondateur de la Légion d'honneur : Bonaparte en Premier consul, tableau d'Adolphe Yvon (1817-1893), en face, deux bustes : le Prince-président Louis Napoléon Bonaparte, fondateur de la Médaille militaire en 1852, et celui du général de Gaulle, fondateur de l'ordre national du Mérite en 1963.
Au-dessus des portes, deux répliques en demi-lunes d'après Jean-Baptiste Debret (1768-1848) représentent La première distribution des croix de la Légion d'honneur dans la cour des Invalides, et Napoléon Ier décore à Tilsitt le grenadier Lazareff de la croix de la Légion d'honneur, en 1810. Les quatre oculi d'angle, en verre dépoli, sont gravés d'un décor du maître-verrier Paul Bitterlin. Le sol est recouvert d'un tapis aux grandes armes de France qui est déposé à la cathédrale de Reims lors du sacre de Charles X.
Le salon est restauré au cours des années 2012-2013.

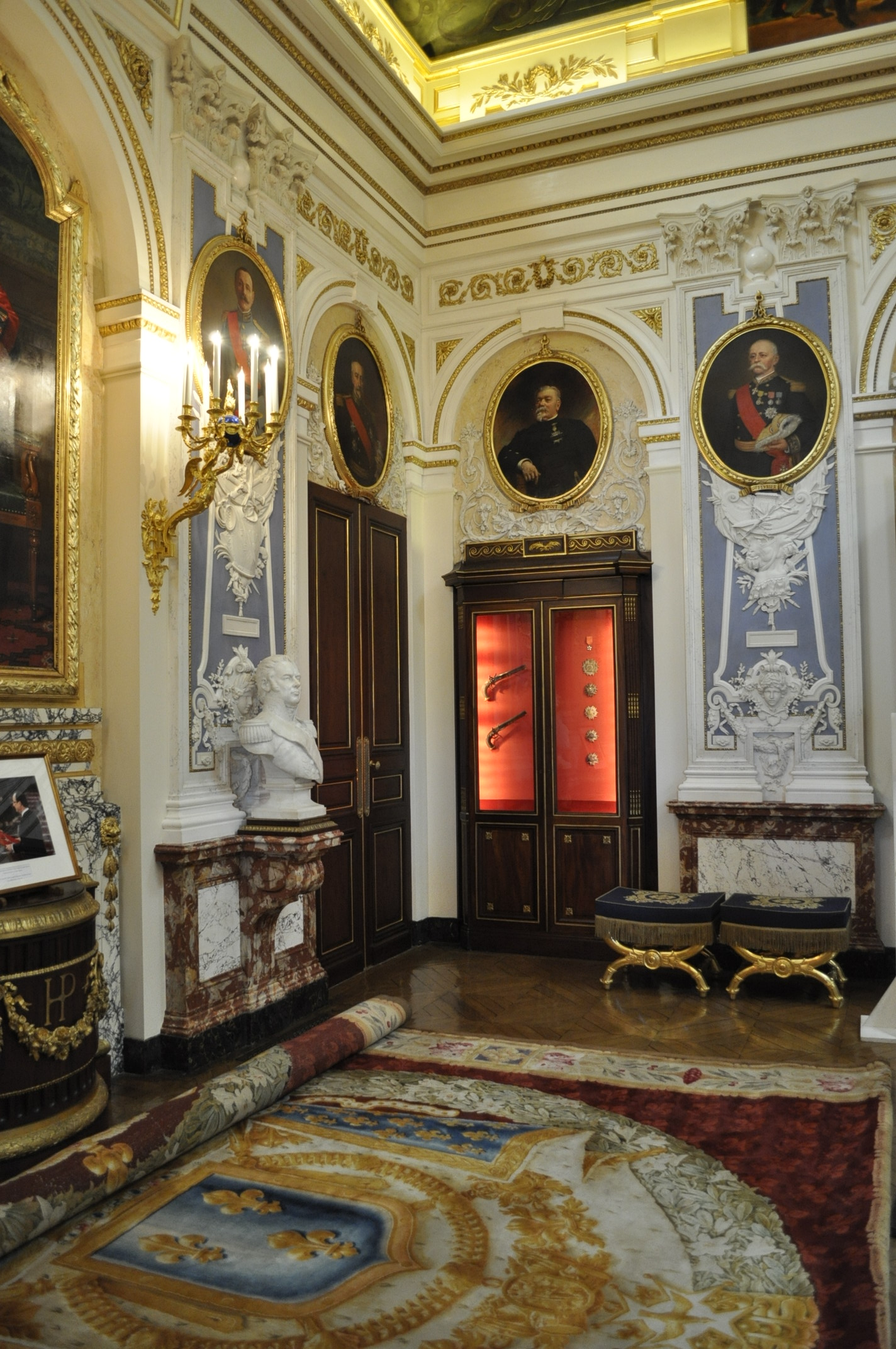
Le salon des grands chanceliers.
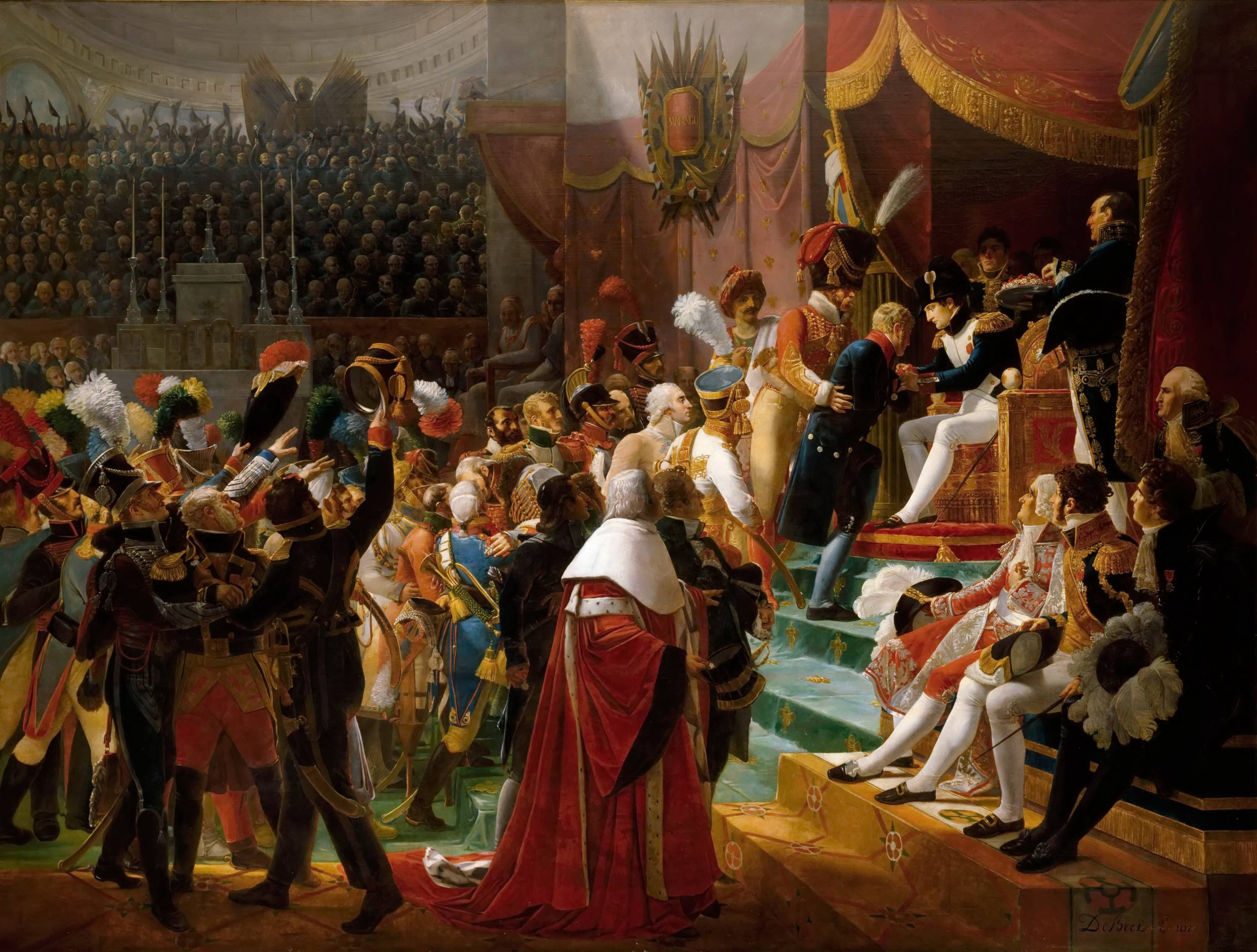
Première distribution des croix de la Légion d'honneur dans la cour des Invalides le 15 juillet 1804 par Jean-Baptiste Debret.
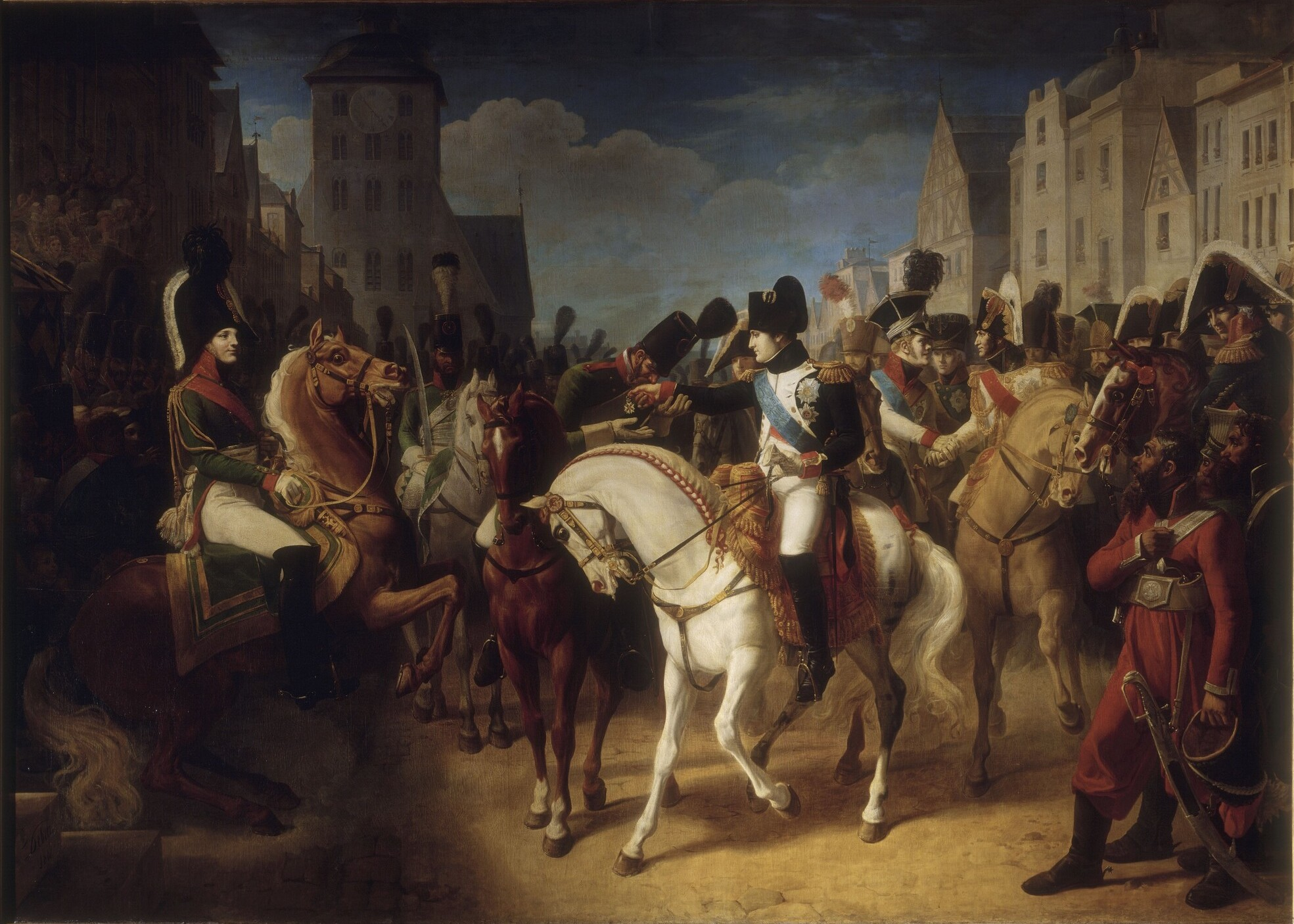
Napoléon Ier décore à Tilsitt le grenadier Lazareff de la croix de la Légion d'honneur

### Salon de la rotonde

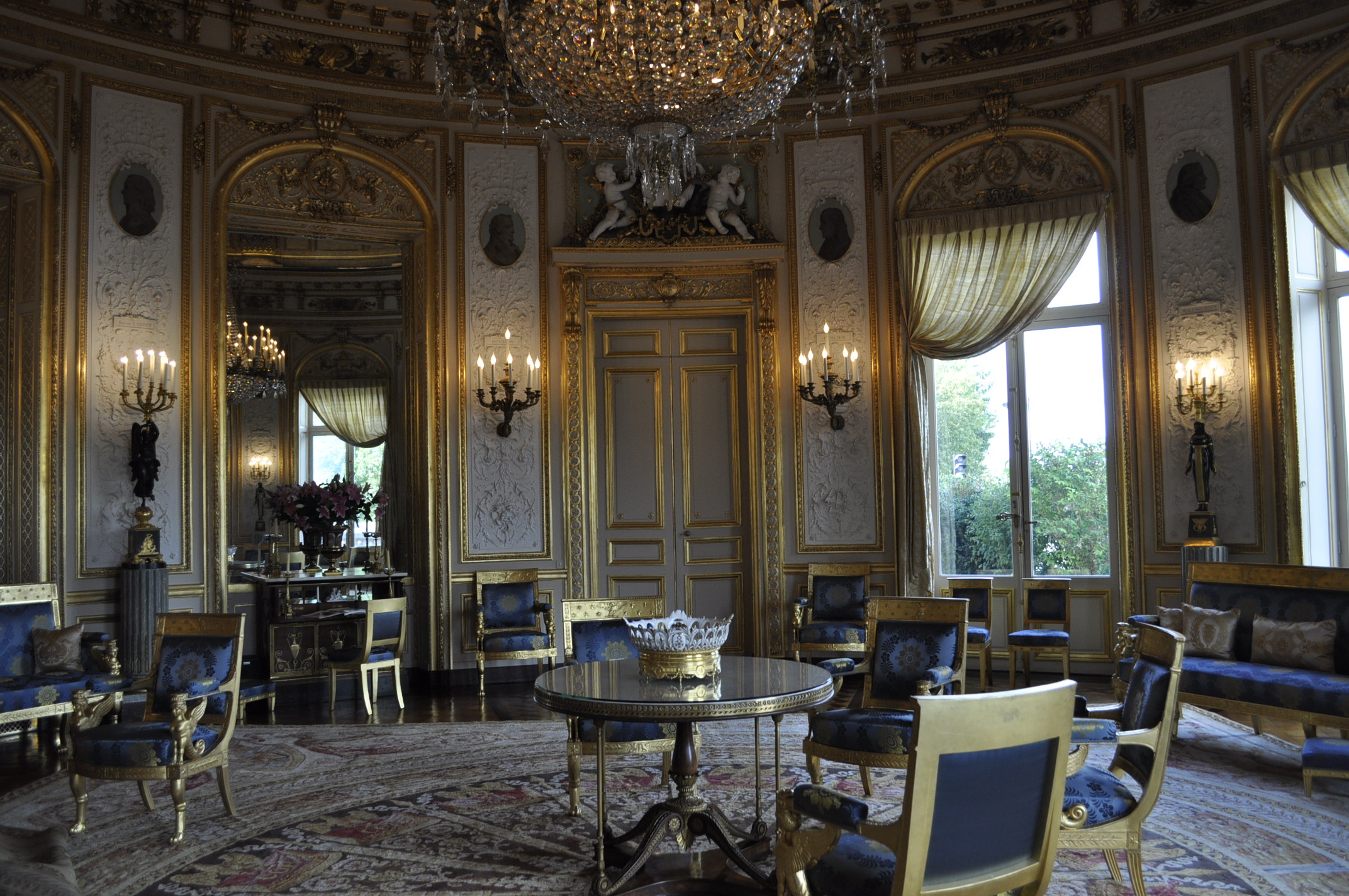
Le salon de la rotonde.

Le salon en rotonde, surmonté d'un dôme, sert de cadre aux cérémonies officielles de l'institution. Il abonde d'un décor pictural où Napoléon côtoie Charlemagne, François Ier et Louis XIV sous la coupole de Théodore Maillot (1826-1888), et sur les tympans en ovale d'Achille Sirouy (1834-1904). Dans les pendentifs en grisaille les figures de Bayard, Jeanne d'Arc, Du Guesclin, Sainte Geneviève. Sur les murs, douze profils et trophées symbolisent l'universalité de la Légion d'honneur qui récompensent militaires et civils dans tous les domaines d'activité.
De gauche à droite : Richard-Lenoir (commerce) - Larrey (médecine et chirurgie) - Houdon (sculpture) - Percier (architecture) - Malesherbes (justice) - Masséna (guerre) - La Pérouse (marine) - Parmentier (agriculture) - Gros (peinture) - Boieldieu (musique) - Delavigne (poésie) - Girard (industrie).
Au sol, le tapis des cohortes est une copie de la manufacture de Cogolin, entre les deux guerres, d'après l'original de la manufacture d'Aubusson d'après un carton de Saint-Ange en 1815.

### Salon de l'Aurore

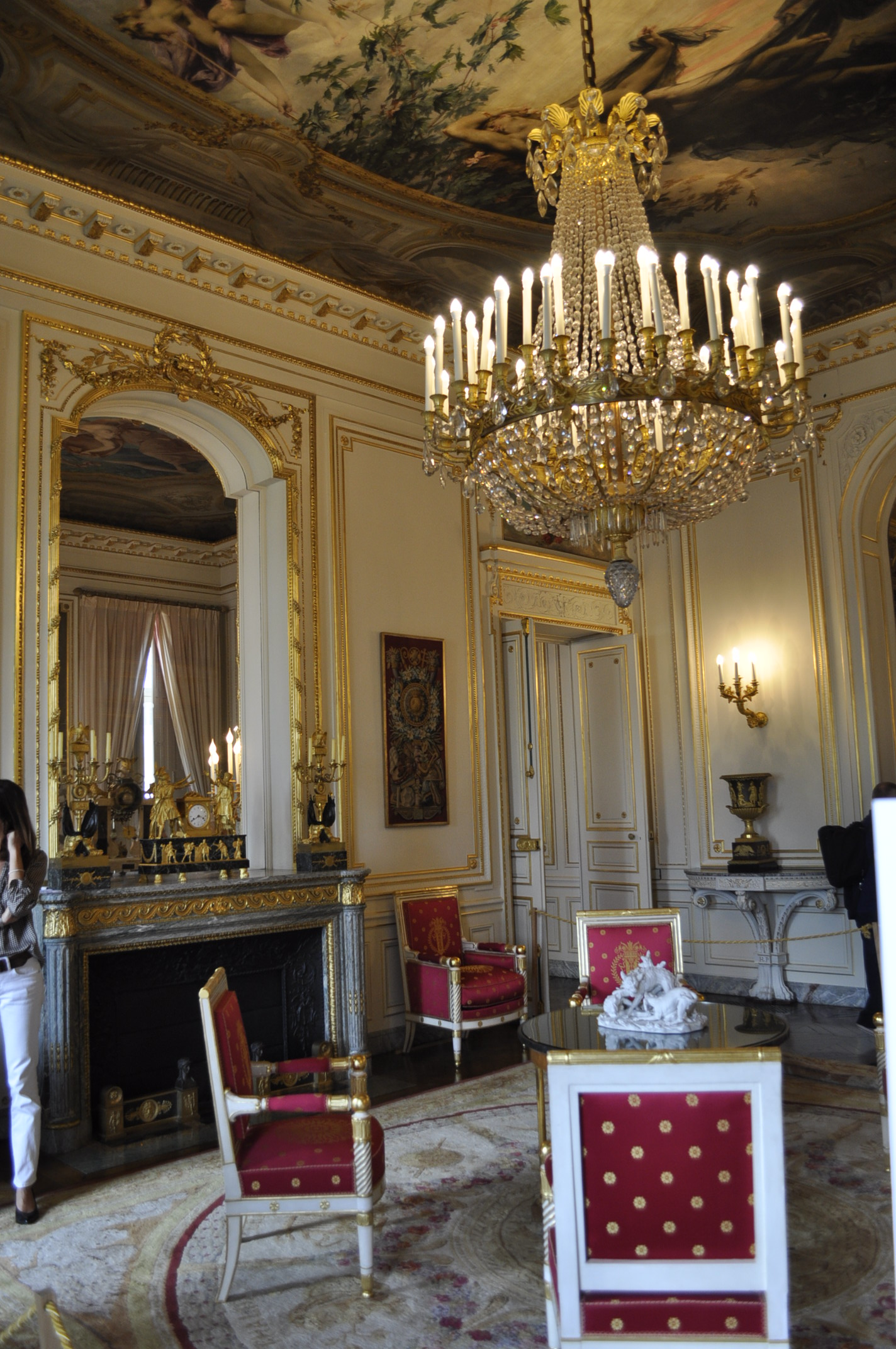
Le salon de l'Aurore.

Restauré en 2012, le salon de l'Aurore doit son nom à la peinture de son plafond : L'Aurore chassant la Nuit, par Joseph-Victor Ranvier. Sur la cheminée, une pendule Premier Empire représente Le Serment des Horaces d'après le tableau de Jacques-Louis David. Napoléon Ier en fait réaliser différents exemplaires qu'il offre en cadeau diplomatique aux souverains européens.
En face de la cheminée se trouvent les portraits du prince et de la princesse de Salm-Kyrbourg qui firent ériger l'hôtel primitif. Entre deux, une console à l'égyptienne fin XVIIIe siècle. Les sièges et les fauteuils sont de Pierre-Antoine Bellangé. De chaque côté de la porte ouvrant sur la salle à manger, une console avec un vase Médicis de Pierre-Philippe Thomire.

### Décoration
Henri Thirion (op. cit.) publie le contenu des sources se trouvant aux Archives nationales dans la série judiciaire Z 7433.
La dépense totale engagée par Frédéric III de Salm-Kyrbourg pour la réalisation et la décoration de son hôtel se chiffre à 615 170 livres 11 sous et 17 deniers, soit :
- 595 611 livres 11 sous et 8 deniers dépensés pour la construction.
- 15 408 livres relatifs à la décoration de l'hôtel.
- 260 000 livres pour l'achat du terrain, plus celui du mobilier et les frais annexes dont les quittances manquent.

Voici, selon les mémoires relatifs à la décoration de l'hôtel, les artistes ayant participé à son embellissement :
- Bertolini, poêlier fumiste.

Installé rue du Faubourg-du-Temple 
- Simon-Louis Boquet, sculpteur.

1784 : quatre bas-reliefs représentant les quatre saisons pour la salle à manger (96 livres).
- Pierre-Jean Boquet, peintre.

1784 : peintures exécutées pour le plafond et la frise, dans le salon : Apollon dans sa course accompagné des Heures, Vénus éveillée par des amours et des plaisirs, Les quatre Saisons dans la voussure de la frise ; Sereze (sic) cherchant sa fille Flore et Zéphyre (sic) et les Jeux floraux ; Bacchus, Ariadne (sic) et Silène, portés par des faunes ; Femme dansantes (6 000 livres).
- D'Hollande, mouleur à Paris.

1785 :
- Pour avoir moulé un petit chapiteau ionique pour le modèle de la porte et en avoir coulé douze plâtres, demande 18 livres (réglé à 13 livres).
- Pour avoir moulé une petite rosace pour le même modèle de la porte et en avoir coulé soixante-deux plâtres (12 livres).
- Pour avoir fait cartonner le petit modèle du salon et l’avoir peint en huile, demande 36 livres (réglé à 30 livres).
- Pour avoir fourni quinze bas-reliefs, posés à l’extérieur dudit hôtel, à raison de 18 livres chaque, ci 270 livres (réglé à 15 livres chaque, ci 225 livres).
- Pour avoir moulé un grand bas-relief, posé sous le péristyle (240 livres).
- Pour avoir fourni dix-neuf gros bustes posés sur la face de la Seine, à raison de 18 livres chacun, ci 352 livres (réglé à 15 livres chacun, ci 304 livres).

- Jean-Guillaume Moitte, sculpteur du roi.

1784 : 
- Six esquisses de figures qui doivent être placées sur le côté du quai d'Orsay (288 livres).
- Un bas-relief en terre cuite représentant les fêtes à Palès, lequel a servi de modèle pour exécuter celui en plâtre qui est placé sous le vestibule (360 livres).
- Trois grands dessins d'arabesques pour le salon (360 livres).
- Deux grands bas-reliefs de jeux d’enfants pour une antichambre (240 livres).
- Un modèle de fontaine pour la salle à manger (72 livres).
- Un modèle de poële dont le pied d'estal (sic) est orné de guirlandes de vigne et de deux médaillons ; le dessus du poële portant quatre enfants qui tiennent un vase (150 livres).
- Cinq bas-reliefs en plâtre représentant des trophées d’armes, placés sur le quay (600 livres).
- Trois dessus de portes pour le salon (360 livres).
- Deux modèles de trophées qui sont exécutés sur la porte (120 livres).
- Un autre modèle de trophée devant être exécuté pour le couronnement de la porte et les branches de chaines (sic) (120 livres).
- Deux Renommées en pierre, de six pieds de proportion, exécutées sur la porte du côté de la rue de Bourbon (2 000 livres).

- Philippe-Laurent Roland, sculpteur.

1783 et suiv. : Deux bas-reliefs de vingt et un pieds de longueur sur cinq de hauteur, représentant une Marche de sacrifice, dans le genre des anciens, pour être posés à la façade, du côté de la rue de Bourbon (2 000 livres).
1785 : Une frise de cent vingt pieds de longueur sur deux de hauteur, composée de griffons et de rinceaux d'ornement, posée dans le vestibule dudit hôtel, en 1785, du montant de 1 278 livres (réglé à 1 200 livres).
- Quatre arabesques, posées sur des fonds à stucs, dans la salle à manger, du montant de 650 livres (réglé à 600 livres).
- Plus, fait en cire le petit modèle pour les bronzes d'espagnolettes (18 livres).

Les statues qui couronnent la rotonde avant l'incendie de 1871 sont des copies ; elles sont conservées dans la maison des Loges.

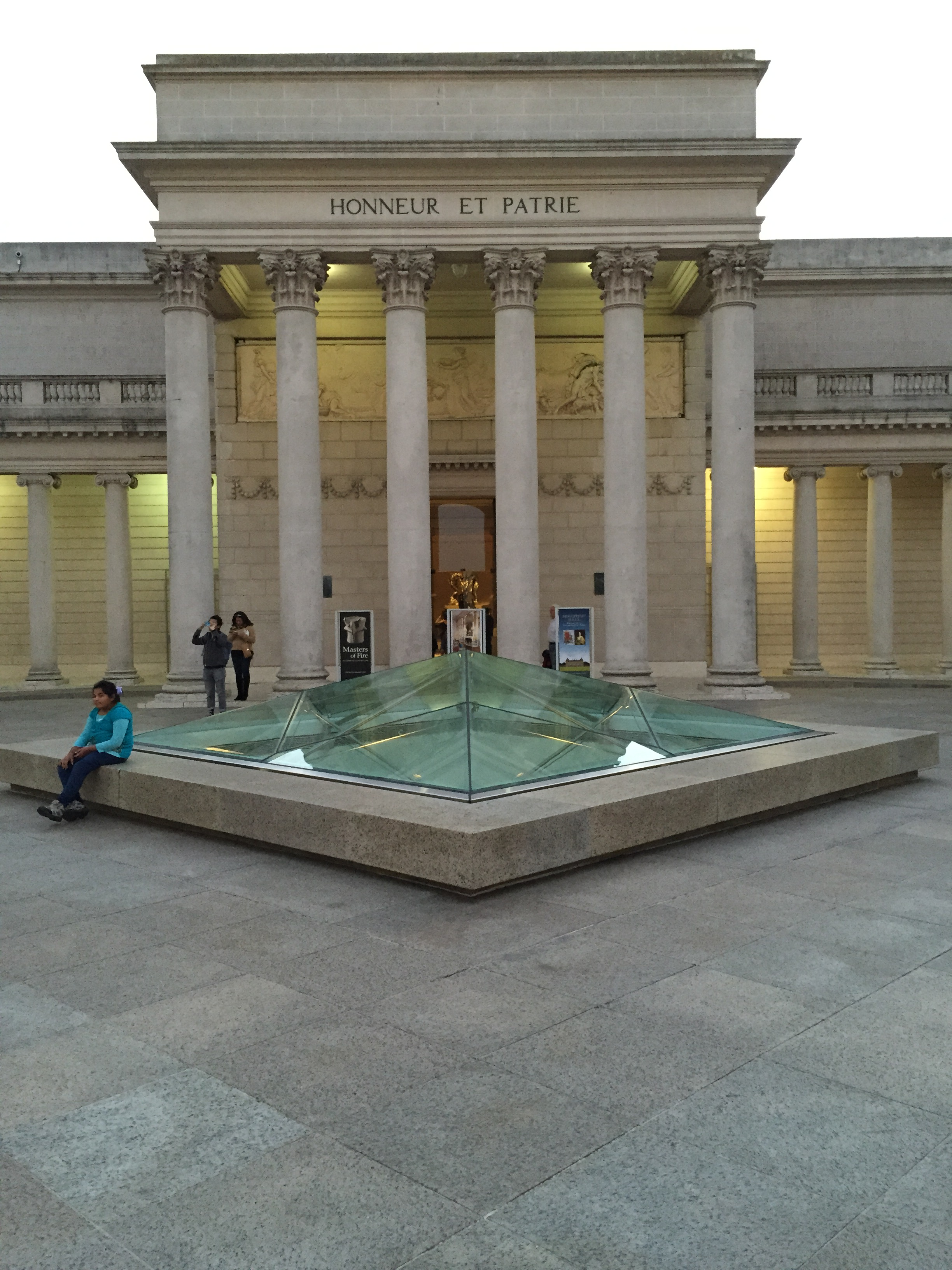
San Francisco.

## Postérité
Le palais de la Légion d'honneur, admiré, a été largement copié :
- à Washington, la Maison-Blanche, pour Thomas Jefferson, qui a connu l'hôtel de Salm lorsqu'il est ambassadeur à Paris, pour le côté « péristyle ».
- à Rochefort-en-Yvelines, le château Porgès pour le diamantaire Jules Porgès, par l'architecte Charles Mewès.
- à San Francisco (Californie) pour le pavillon français de l'Exposition universelle de 1915, lui-même imité pour le musée d'art California Palace of the Legion of Honor.